# Parotis marinata
Parotis marinata là một loài bướm đêm trong họ Crambidae.